# 김종규 (1904년)
김종규(1904년~?)는 대한민국의 정치인이다. 제3대 국회의원을 지냈다.

## 역대 선거 결과
|  | 0% |

|  | 39.14% |

|  | 35.75% |

|  | 16.97% |

|  | 20.57% |

|  | 6.93% |

## 같이 보기
- 양주군 갑
- 양주군의 국회의원